# Judy Tegart Dalton
Judith Anne Marshall „Judy” Tegart Dalton, z domu Tegart (ur. 12 grudnia 1937 w Melbourne) – australijska tenisistka, zwyciężczyni dziewięciu turniejów wielkoszlemowych w grze podwójnej i mieszanej, zdobywczyni Pucharu Federacji w 1965 i 1970 roku, działaczka na rzecz sportu kobiecego. Zdobywczyni karierowego Wielkiego Szlema w deblu (wspólnie z Margaret Smith Court). Jedna z „Original 9”, dziewięciu tenisistek, które rozpoczęły walkę o lepsze traktowanie kobiecego tenisa, zakończone organizacją profesjonalnych kobiecych rozgrywek tenisowych – Virginia Slims Tour (1971) oraz powstaniem WTA (1973). Judy Tegart Dalton wygrała w 1965 i 1966 roku międzynarodowe mistrzostwa Polski.

## Kariera tenisowa
Jej ulubionym turniejem był Wimbledon, a preferowany styl gry to „serwis–wolej”.
Siedemnastokrotnie startowała w głównym turnieju gry pojedynczej mistrzostw Australii, a jej najlepszym rezultatem był półfinał z 1968 roku, w którym uległa późniejszej mistrzyni Billie Jean King. O jedną rundę dalej zaszła na londyńskiej trawie w tym samym roku, przegrywając mecz mistrzowski ponownie z King 7:9, 5:7. W ćwierćfinale pokonała wówczas Margaret Court 4:6, 8:6, 6:1. W grze podwójnej odnosiła zdecydowanie większe sukcesy. Pierwszy raz triumfowała w Australii w 1964 roku u boku Lesley Turner, stając na drodze Margaret Smith (grającej w parze z Robyn Ebbern) w zdobyciu potrójnej korony turnieju (wygrała grę pojedynczą i mieszaną). W 1966 roku ze Smith wygrała mistrzostwa Francji. Rok później ponownie z Turner powtórzyła sukces w Australii. Grając już na stałe z Margaret Smith Court, okazała się bezkonkurencyjna w pierwszym turnieju wielkoszlemowym roku w latach 1969 i 1970. Triumfowały jeszcze na Wimbledonie w 1969 roku oraz US Open w 1970. Ostatni wygrany turniej wielkoszlemowy Tegart Dalton to US Open 1971 w parze z Rosie Casals.
Jedyny wielkoszlemowy tytuł w grze mieszanej zdobyła w styczniu 1966 roku podczas Mistrzostw Australii w parze z Tonym Rochem. W półfinale pokonała Margaret Smith i Johna Newcombe’a 7:5, 11:13, 6:3, by w meczu mistrzowskim odprawić parę Robyn Ebbern–William Bowrey wynikiem 6:1, 6:3.
W październiku 1965 roku wygrała turniej w Berkeley w grze pojedynczej, podwójnej i mieszanej. W finale singla pokonała Rosie Casals 6:4, 3:6, 7:5, w deblu (w parze z Carole Caldwell Graebner) Casals i Cecilię Martinez 6:1, 6:2, a w mikście (u boku Jimiego McManusa) Lynn Abbes i Donalda Della 6:2, 6:1. W sierpniu 1969 roku powtórzyła ten wyczyn w Hamburgu. W singlu wygrała z Helgą Niessen Masthoff 6:3, 6:4, w deblu (w parze z Masthoff) z Eddą Buding i Helgą Schultze 6:1, 6:4, a w mikście (u boku Marty’ego Riessena) z Pat Walkden i Frew McMillanem 6:4, 6:1. Ponadto jeszcze trzykrotnie wygrała grę pojedynczą i podwójną podczas jednego turnieju: w Berkeley w 1964 roku, w Surbiton w 1968 oraz rok później w Kitzbühel.
W grudniu 1977 roku, w wieku czterdziestu lat, doszła do ćwierćfinału Australian Open zarówno w grze pojedynczej (po przejściu trzystopniowych eliminacji), jak i w grze podwójnej (w parze z Diane Evers). W obu przypadkach została powstrzymana przez późniejszą podwójną mistrzynię Evonne Goolagong Cawley – w singlu 3:6, 1:6, a w deblu (Goolagong w parze z Helen Gourlay Cawley) 0:6, 5:7. Ostatni wygrany mecz w turnieju wielkoszlemowym odnotowała pół roku później – podczas turnieju deblowego na Wimbledonie w 1978 roku wygrała dwa pojedynki, odpadając dopiero w trzeciej rundzie. Karierę tenisową oficjalnie zakończyła w 1978 roku, lecz wystąpiła jeszcze w 1984 i 1985 roku podczas turniejów gry mieszanej na Wimbledonie. W obu przypadkach przegrała w pierwszej rundzie.
W Erze Open tenisa grała stosunkowo krótko – dziesięć lat. Mimo to uplasowała się wspólnie z Court na dziesiątym miejscu na liście najlepszych zespołów deblowych ery open, wygrywając wspólnie 21 tytułów, w tym cztery wielkoszlemowe (wcześniej odniosły jeszcze sześć wspólnych triumfów, w tym jeden w Wielkim Szlemie).
Jest jedną z najstarszych triumfatorek turniejów tenisowych w erze open – deblowy wygrała w czerwcu 1975 roku, w wieku 37 lat 5 miesięcy i 27 dni, w Chichester, grając w parze z o dziesięć lat młodszą Karen Krantzcke, a w grze pojedynczej pokonała pięć miesięcy później Kym Ruddell 6:2, 6:3 w finale w Melbourne, w wieku 37 lat 11 miesięcy i 10 dni.
Dodatkowo może pochwalić się jednym z najwyższych współczynników wygranych meczów w turnieju wielkoszlemowym. Wystąpiła tylko w trzech turniejach gry podwójnej na US Open i odniosła aż dziesięć zwycięstw przy zaledwie jednej porażce (dwa triumfy turniejowe), co daje 91%.
Podczas Australian Open w 2013 roku została uhonorowana miejscem w Australijskiej Tenisowej Galerii Sław.

## Życie prywatne
Wyszła za mąż 18 listopada 1969 roku za metalurga doktora Davida Daltona. W 2009 roku zmarł on nagle na ich farmie niedaleko Ballarat. Ma dwójkę dzieci – syna Edwarda i córkę Sammi.

## Historia występów wielkoszlemowych
Legenda
     W, wygrany turniej
     F, przegrana w finale
     SF, przegrana w półfinale
     QF, przegrana w ćwierćfinale
     xR, przegrana w x rundzie
      A, brak startu
     NH, turniej się nie odbył
Turniej Australian Open odbył się dwukrotnie w 1977 roku (styczeń i grudzień), za to nie został rozegrany w 1986.
     Początek Ery Open

### Występy w grze pojedynczej
| Australian Open        | 1R                          | 1R                          | 1R                          | A                           | 3R                          | QF                          | 2R                          | QF                          | QF                          | QF                          | QF | SF |    | 1R | QF | A  | A  | A | QF | A  | 1R | 1R | QF | A | 0 / 17 (0 / 6)  | 22 – 17 (7 – 6)   |  |  |  |  |  |  |  |  |  |  |  |
| French Open            | A                           | A                           | A                           | A                           | A                           | 3R                          | 2R                          | 4R                          | A                           | 4R                          | 4R |    | A  | A  | 2R | A  | 4R | A | A  | A  | A  | A  | A  | A | 0 / 7 (0 / 2)   | 9 – 7 (2 – 2)     |  |  |  |  |  |  |  |  |  |  |  |
| Wimbledon              | A                           | A                           | A                           | A                           | A                           | 4R                          | 3R                          | 4R                          | 3R                          | 4R                          | QF |    | F  | QF | 4R | SF | 3R | A | A  | 2R | A  | A  | A  | A | 0 / 12 (0 / 6)  | 32 – 12 (17 – 6)  |  |  |  |  |  |  |  |  |  |  |  |
| US Open                | A                           | A                           | A                           | A                           | A                           | 2R                          | 4R                          | 4R                          | 3R                          | 3R                          | 4R |    | QF | A  | 3R | QF | A  | A | A  | A  | A  | A  | A  | A | 0 / 9 (0 / 3)   | 21 – 9 (8 – 3)    |  |  |  |  |  |  |  |  |  |  |  |
|                        |                             |                             |                             |                             |                             |                             |                             |                             |                             |                             |    |    |    |    |    |    |    |   |    |    |    |    |    |   |                 |                   |  |  |  |  |  |  |  |  |  |  |  |
| Ranking na koniec roku | Ranking nie był publikowany | Ranking nie był publikowany | Ranking nie był publikowany | Ranking nie był publikowany | Ranking nie był publikowany | Ranking nie był publikowany | Ranking nie był publikowany | Ranking nie był publikowany | Ranking nie był publikowany | Ranking nie był publikowany | 10 | 7  | 7  |    |    | 9  |    |   |    |    |    |    |    |   | 0 / 45 (0 / 17) | 84 – 45 (34 – 17) |  |  |  |  |  |  |  |  |  |  |  |

### Występy w grze podwójnej
| Australian Open        | 1R                          | 1R                          | QF                          | A                           | SF                          | SF                          | SF                          | W                           | QF                          | SF                          | W                           | F                           |                             | W                           | W                           | A                           | A                           | A                           | SF                          | SF                          | 2R                          | 1R                          | QF                          | 1R                          | 4 / 19 (2 / 8)  | 35 – 15 (14 – 6)  |  |  |  |  |  |  |  |  |  |  |  |
| French Open            | A                           | A                           | A                           | A                           | A                           | 3R                          | QF                          | QF                          | A                           | W                           | SF                          |                             | A                           | A                           | SF                          | A                           | SF                          | A                           | A                           | A                           | A                           | A                           | A                           | A                           | 1 / 7 (0 / 2)   | 15 – 6 (3 – 2)    |  |  |  |  |  |  |  |  |  |  |  |
| Wimbledon              | A                           | A                           | A                           | A                           | A                           | QF                          | SF                          | 3R                          | 2R                          | F                           | SF                          |                             | SF                          | W                           | SF                          | 3R                          | F                           | A                           | A                           | 1R                          | A                           | 2R                          | 2R                          | 3R                          | 1 / 14 (1 / 8)  | 37 – 13 (20 – 7)  |  |  |  |  |  |  |  |  |  |  |  |
| US Open                | A                           | A                           | A                           | A                           | A                           | A                           | A                           | A                           | A                           | A                           | A                           |                             | 1R                          | A                           | W                           | W                           | A                           | A                           | A                           | A                           | A                           | A                           | A                           | A                           | 2 / 3 (2 / 3)   | 10 – 1 (10 – 1)   |  |  |  |  |  |  |  |  |  |  |  |
|                        |                             |                             |                             |                             |                             |                             |                             |                             |                             |                             |                             |                             |                             |                             |                             |                             |                             |                             |                             |                             |                             |                             |                             |                             |                 |                   |  |  |  |  |  |  |  |  |  |  |  |
| Ranking na koniec roku | Ranking nie był publikowany | Ranking nie był publikowany | Ranking nie był publikowany | Ranking nie był publikowany | Ranking nie był publikowany | Ranking nie był publikowany | Ranking nie był publikowany | Ranking nie był publikowany | Ranking nie był publikowany | Ranking nie był publikowany | Ranking nie był publikowany | Ranking nie był publikowany | Ranking nie był publikowany | Ranking nie był publikowany | Ranking nie był publikowany | Ranking nie był publikowany | Ranking nie był publikowany | Ranking nie był publikowany | Ranking nie był publikowany | Ranking nie był publikowany | Ranking nie był publikowany | Ranking nie był publikowany | Ranking nie był publikowany | Ranking nie był publikowany | 8 – 43 (5 – 21) | 97 – 35 (47 – 16) |  |  |  |  |  |  |  |  |  |  |  |

### Występy w grze mieszanej
| Australian Open | A | 2R | A | A | QF | QF | 2R | QF | SF | W  | F  | QF |    | QF | Turniej nie był rozgrywany | Turniej nie był rozgrywany | Turniej nie był rozgrywany | Turniej nie był rozgrywany | Turniej nie był rozgrywany | Turniej nie był rozgrywany | Turniej nie był rozgrywany | Turniej nie był rozgrywany | Turniej nie był rozgrywany | koniec kariery | nie był rozgr. | nie był rozgr. | 1 / 10 (0 / 1)  | 14 – 8 (0 – 0)    |  |  |  |  |  |  |  |
| French Open     | A | A  | A | A | A  | SF | SF | 3R | A  | SF | QF |    | A  | A  | QF                         | A                          | QF                         | A                          | A                          | A                          | A                          | A                          | A                          | koniec kariery | A              | A              | 0 / 7 (0 / 2)   | 14 – 5 (3 – 2)    |  |  |  |  |  |  |  |
| Wimbledon       | A | A  | A | A | A  | 2R | 2R | 4R | F  | 4R | 4R |    | 2R | F  | SF                         | SF                         | QF                         | A                          | A                          | QF                         | A                          | QF                         | 2R                         | koniec kariery | 1R             | 1R             | 0 / 16 (0 / 10) | 32 – 16 (20 – 10) |  |  |  |  |  |  |  |
| US Open         | A | A  | A | A | A  | A  | F  | F  | F  | QF | A  |    | A  | A  | F                          | SF                         | A                          | A                          | A                          | A                          | A                          | A                          | A                          | koniec kariery | A              | A              | 0 / 6 (0 / 2)   | 15 – 5 (8 – 2)    |  |  |  |  |  |  |  |
|                 |   |    |   |   |    |    |    |    |    |    |    |    |    |    |                            |                            |                            |                            |                            |                            |                            |                            |                            |                |                |                |                 |                   |  |  |  |  |  |  |  |
|                 |   |    |   |   |    |    |    |    |    |    |    |    |    |    |                            |                            |                            |                            |                            |                            |                            |                            |                            |                |                |                | 1 / 39 (0 / 15) | 75 – 34 (31 – 14) |  |  |  |  |  |  |  |

## Finały turniejów WTA
| Legenda                | Legenda |
| ---------------------- | ------- |
| Wielki Szlem           |         |
| Igrzyska olimpijskie   |         |
| WTA Tour Championships |         |
| 1971 – 1987            |         |
| Virginia Slims Circuit |         |
| Grand Prix Series      |         |
| Colgate Series         |         |

### Gra pojedyncza 28 (10–18)

#### Przed Erą Open 13 (4–9)
| Końcowy wynik | Nr | Data                 | Turniej      | Nawierzchnia | Przeciwniczka        | Wynik finału  |
| ------------- | -- | -------------------- | ------------ | ------------ | -------------------- | ------------- |
| Finalistka    | 1. | 15 października 1961 | Glen Iris    | Trawiasta    | Beverley Rae         | 3:6, 2:6      |
| Finalistka    | 2. | 9 czerwca 1962       | Manchester   | Trawiasta    | Darlene Hard         | 3:6, 2:6      |
| Finalistka    | 3. | 18 listopada 1963    | Sydney       | Trawiasta    | Margaret Smith       | 1:6, 3:6      |
| Finalistka    | 4. | 1 stycznia 1964      | Melbourne    | Trawiasta    | Margaret Smith       | 1:6, 0:6      |
| Zwyciężczyni  | 1. | 27 września 1964     | Berkeley     | Twada        | Mimi Arnold          | 6:2, 6:4      |
| Finalistka    | 5. | 17 lipca 1965        | Hoylake      | Trawiasta    | Margaret Smith       | 4:6, 4:6      |
| Zwyciężczyni  | 2. | 3 października 1965  | Berkeley     | Twada        | Rosie Casals         | 6:4, 3:6, 7:5 |
| Finalistka    | 6. | 19 czerwca 1966      | Londyn       | Trawiasta    | Françoise Durr       | 6:4, 3:6, 5:7 |
| Finalistka    | 7. | 22 lipca 1967        | Hoylake      | Trawiasta    | Virginia Wade        | 3:6, 4:6      |
| Finalistka    | 8. | 13 sierpnia 1967     | Knokke-Heist | Ceglana      | Helga Schultze       | 4:6, 3:6      |
| Zwyciężczyni  | 3. | 26 listopada 1967    | Sydney       | Trawiasta    | Margaret Smith Court | walkower      |
| Zwyciężczyni  | 4. | 17 grudnia 1967      | Adelaide     | Trawiasta    | Billie Jean King     | 4:6, 6:1, 6:4 |
| Finalistka    | 9. | 14 stycznia 1968     | Hobart       | Trawiasta    | Billie Jean King     | 2:6, 4:6      |

#### W Erze Open 15 (6–9)
| Końcowy wynik | Nr | Data              | Turniej    | Nawierzchnia    | Przeciwniczka          | Wynik finału  |
| ------------- | -- | ----------------- | ---------- | --------------- | ---------------------- | ------------- |
| Zwyciężczyni  | 1. | 1 czerwca 1968    | Surbiton   | Trawiasta       | Christine Janes        | 10:8, 6:4     |
| Finalistka    | 1. | 6 lipca 1968      | Wimbledon  | Trawiasta       | Billie Jean King       | 7:9, 5:7      |
| Finalistka    | 2. | 28 lipca 1968     | Hilversum  | Ceglana         | Margaret Court         | 6:8, 0:6      |
| Finalistka    | 3. | 11 sierpnia 1968  | Hamburg    | Ceglana         | Annette Van Zyl        | 1:6, 5:7      |
| Finalistka    | 4. | 13 kwietnia 1969  | Charlotte  | Ceglana         | Margaret Court         | 1:6, 1:6      |
| Finalistka    | 5. | 20 kwietnia 1969  | Houston    | Ceglana         | Margaret Court         | 6:3, 5:7, 1:6 |
| Finalistka    | 6. | 1 czerwca 1969    | Surbiton   | Trawiasta       | Mary-Ann Eisel         | 6:4, 4:6, 6:8 |
| Zwyciężczyni  | 2. | 10 sierpnia 1969  | Hamburg    | Ceglana         | Helga Niessen Masthoff | 6:3, 6:4      |
| Zwyciężczyni  | 3. | 18 sierpnia 1969  | Kitzbühel  | Ceglana         | Pat Walkden            | 8:6, 6:2      |
| Zwyciężczyni  | 4. | 30 maja 1970      | Surbiton   | Trawiasta       | Joyce Barclay          | 9:8, 6:2      |
| Finalistka    | 7. | 26 września 1970  | Houston    | Dywanowa (hala) | Rosie Casals           | 7:5, 1:6, 5:7 |
| Zwyciężczyni  | 5. | 13 czerwca 1971   | Chichester | Trawiasta       | Janet Newberry         | 6:1, 6:4      |
| Finalistka    | 8. | 10 lipca 1971     | Newport    | Trawiasta       | Virginia Wade          | 3:6, 4:6      |
| Finalistka    | 9. | 25 czerwca 1972   | Eastbourne | Trawiasta       | Françoise Durr         | 6:8, 3:6      |
| Zwyciężczyni  | 6. | 22 listopada 1975 | Melbourne  | Ceglana         | Kym Ruddell            | 6:2, 6:3      |

### Gra podwójna 101 (57–44)

#### Przed Erą Open 32 (18–14)
| Końcowy wynik | Nr  | Data                 | Turniej                  | Nawierzchnia | Partnerka         | Przeciwniczki                        | Wynik finału   |
| ------------- | --- | -------------------- | ------------------------ | ------------ | ----------------- | ------------------------------------ | -------------- |
| Finalistka    | 1.  | 17 października 1959 | Glen Iris                | Trawiasta    | Margo Rayson      | Lorraine Coghlan Margaret Smith      | 1:6, 6:4, 6:8  |
| Finalistka    | 2.  | 2 stycznia 1962      | Sydney                   | Trawiasta    | Margaret Smith    | Darlene Hard Mary Carter Reitano     | 3:6, 4:6       |
| Zwyciężczyni  | 1.  | 29 lipca 1962        | Hilversum                | Ceglana      | Eva Duldig        | Marlene Gerson Sandra Reynolds Price | 6:3, 6:3       |
| Finalistka    | 3.  | 30 września 1962     | Berkeley                 | Twada        | Elizabeth Starkie | Maria Bueno Darlene Hard             | 4:6, 2:6       |
| Finalistka    | 4.  | 1 grudnia 1962       | Sydney                   | Trawiasta    | Elizabeth Starkie | Jan Lehane Lesley Turner             | 4:6, 3:6       |
| Zwyciężczyni  | 2.  | 19 października 1963 | Melbourne                | Ceglana      | Lesley Turner     | Lynne Hutchings Maureen Pratt        | 6:3, 8:6       |
| Zwyciężczyni  | 3.  | 1 stycznia 1964      | Melbourne                | Trawiasta    | Margaret Smith    | Cheryl Begbie Judith Robinson        | 6:0, 6:0       |
| Zwyciężczyni  | 4.  | 26 stycznia 1964     | Australian Championships | Trawiasta    | Lesley Turner     | Robyn Ebbern Margaret Smith          | 6:4, 6:4       |
| Finalistka    | 5.  | 29 marca 1964        | Albury                   | Trawiasta    | Lesley Turner     | Kerry Melville Margaret Smith        | 1:6, 1:6       |
| Zwyciężczyni  | 5.  | 27 września 1964     | Berkeley                 | Twada        | Rita Bentley      | Jane Albert Rosie Darmon             | 4:6, 10:8, 6:3 |
| Finalistka    | 6.  | 12 grudnia 1964      | Melbourne                | Trawiasta    | Margaret Smith    | Robyn Ebbern Billie Jean Moffitt     | 7:9, 6:1, 4:6  |
| Zwyciężczyni  | 6.  | 7 lutego 1965        | Auckland                 | Trawiasta    | Jill Blackman     | Elaine Becroft Ruia Morrison         | 9:7, 7:9, 6:1  |
| Finalistka    | 7.  | 5 czerwca 1965       | Manchester               | Trawiasta    | Rita Bentley      | Margaret Smith Lesley Turner         | 5:7, 4:6       |
| Finalistka    | 8.  | 25 czerwca 1965      | Hilversum                | Ceglana      | Lesley Turner     | Françoise Durr Jeanine Lieffrig      | 6:8, 6:2, 4:6  |
| Finalistka    | 9.  | 10 lipca 1965        | Birmingham               | Trawiasta    | Ann Haydon-Jones  | Margaret Smith Lesley Turner         | 4:6, 6:1, 2:6  |
| Zwyciężczyni  | 7.  | 17 lipca 1965        | Hoylake                  | Trawiasta    | Margaret Smith    | Rita Bentley Jill Blackman           | 6:1, 7:5       |
| Zwyciężczyni  | 8.  | 15 sierpnia 1965     | Moskwa                   |              | Margaret Smith    | Lucia Bassi Francesca Gordigiani     | 6:1, 6:1       |
| Zwyciężczyni  | 9.  | 3 października 1965  | Berkeley                 | Twarda       | Carole Caldwell   | Rosie Casals Cecilia Martinez        | 6:1, 6:2       |
| Finalistka    | 10. | 8 listopada 1965     | Brisbane                 | Trawiasta    | Carole Caldwell   | Margaret Smith Lesley Turner         | 4:6, 6:4, 2:6  |
| Zwyciężczyni  | 10. | 14 grudnia 1965      | Adelaide                 | Trawiasta    | Lesley Turner     | Elizabeth Fenton Madonna Schacht     | 7:5, 6:2       |
| Zwyciężczyni  | 11. | 9 stycznia 1966      | Perth                    | Trawiasta    | Margaret Smith    | Carole Caldwell Nancy Richey         | walkower       |
| Zwyciężczyni  | 12. | 5 czerwca 1966       | French Championships     | Ceglana      | Margaret Smith    | Jill Blackman Fay Toyne              | 4:6, 6:1, 6:1  |
| Zwyciężczyni  | 13. | 10 czerwca 1966      | Beckenham                | Trawiasta    | Margaret Smith    | Vicky Berner Esme Emanuel            | 6:3, 6:2       |
| Finalistka    | 11. | 9 lipca 1966         | Wimbledon                | Trawiasta    | Margaret Smith    | Maria Bueno Nancy Richey             | 3:6, 6:4, 4:6  |
| Zwyciężczyni  | 14. | 2 października 1966  | Berkeley                 | Twarda       | Rosie Casals      | Winnie Shaw Virginia Wade            | 6:1, 6:4       |
| Zwyciężczyni  | 15. | 14 grudnia 1966      | Adelaide                 | Trawiasta    | Lesley Turner     | Rosie Casals Nancy Richey            | 7:5, 6:4       |
| Zwyciężczyni  | 16. | 30 stycznia 1967     | Australian Championships | Trawiasta    | Lesley Turner     | Lorraine Coghlan Évelyne Terras      | 6:0, 6:2       |
| Zwyciężczyni  | 17. | 22 lipca 1967        | Hoylake                  | Trawiasta    | Helen Gourlay     | Christine Truman Virginia Wade       | 6:4, 6:3       |
| Zwyciężczyni  | 18. | 7 sierpnia 1967      | Hamburg                  | Ceglana      | Lesley Turner     | Françoise Durr Gail Sherriff         | 8:6, 6:1       |
| Finalistka    | 12. | 1 października 1967  | Berkeley                 | Twarda       | Françoise Durr    | Rosie Casals Billie Jean King        | 6:1, 6:4       |
| Finalistka    | 13. | 14 stycznia 1968     | Hobart                   | Trawiasta    | Mary-Ann Eisel    | Margaret Court Gail Sherriff         | 2:6, 4:6       |
| Finalistka    | 14. | 29 stycznia 1968     | Australian Championships | Trawiasta    | Lesley Turner     | Karen Krantzcke Kerry Melville       | 4:6, 6:3, 2:6  |

#### W Erze Open 69 (39–30)
| Końcowy wynik | Nr  | Data                | Turniej               | Nawierzchnia    | Partnerka              | Przeciwniczki                       | Wynik finału        |
| ------------- | --- | ------------------- | --------------------- | --------------- | ---------------------- | ----------------------------------- | ------------------- |
| Zwyciężczyni  | 1.  | 1 czerwca 1968      | Surbiton              | Trawiasta       | Robin Blakelock        | Joyce Barclay Winnie Shaw           | 10:8, 6:3           |
| Finalistka    | 1.  | 8 czerwca 1968      | Manchester            | Trawiasta       | Betty Rosenquest       | Margaret Court Virginia Wade        | 3:6, 4:6            |
| Finalistka    | 2.  | 28 lipca 1968       | Hilversum             | Ceglana         | Astrid Suurbeek        | Annette Van Zyl Pat Walkden         | 2:6, 6:3, 3:6       |
| Finalistka    | 3.  | 11 sierpnia 1968    | Hamburg               | Ceglana         | Winnie Shaw            | Annette Van Zyl Pat Walkden         | 3:6, 5:7            |
| Finalistka    | 4.  | 18 sierpnia 1968    | Knokke-Heist          | Ceglana         | Helga Schultze-Hösl    | Carol Sherriff Gail Sherriff        | 6:4, 4:6, 4:6       |
| Finalistka    | 5.  | 1 grudnia 1968      | Adelaide              | Trawiasta       | Lesley Hunt            | Karen Krantzcke Kerry Melville      | 1:6, 2:6            |
| Zwyciężczyni  | 2.  | 7 stycznia 1969     | Perth                 | Trawiasta       | Margaret Court         | Françoise Durr Ann Haydon-Jones     | 6:4, 6:4            |
| Zwyciężczyni  | 3.  | 12 stycznia 1969    | Melbourne             | Trawiasta       | Margaret Court         | Karen Krantzcke Kerry Melville      | 3:6, 6:3, 6:2       |
| Zwyciężczyni  | 4.  | 19 stycznia 1969    | Sydney                | Trawiasta       | Margaret Court         | Rosie Casals Billie Jean King       | 15:13, 4:6, 6:3     |
| Zwyciężczyni  | 5.  | 27 stycznia 1969    | Australian Open       | Trawiasta       | Margaret Court         | Rosie Casals Billie Jean King       | 6:4, 6:4            |
| Zwyciężczyni  | 6.  | 2 marca 1969        | Curaçao               | Twarda          | Margaret Court         | Julie Heldman Nancy Richey          | 6:4, 6:2            |
| Zwyciężczyni  | 7.  | 9 marca 1969        | Caracas               | Twarda          | Margaret Court         | Karen Krantzcke Kerry Melville      | 7:5, 8:6            |
| Zwyciężczyni  | 8.  | 16 marca 1969       | Barranquilla          | Ceglana         | Margaret Court         | Karen Krantzcke Kerry Melville      | 6:2, 6:4            |
| Zwyciężczyni  | 9.  | 23 marca 1969       | Fort Lauderdale       | Ceglana         | Margaret Court         | Karen Krantzcke Virginia Wade       | 6:3, 3:6, 6:3       |
| Zwyciężczyni  | 10. | 13 kwietnia 1969    | Charlotte             | Ceglana         | Margaret Court         | Mary-Ann Eisel Lesley Turner        | 6:4, 6:2            |
| Zwyciężczyni  | 11. | 20 kwietnia 1969    | Houston               | Ceglana         | Margaret Court         | Karen Krantzcke Kerry Melville      | 6:4, 6:3            |
| Zwyciężczyni  | 12. | 4 maja 1969         | Bournemouth           | Ceglana         | Margaret Court         | Ada Bakker Marijke Jansen           | 6:1, 6:4            |
| Finalistka    | 6.  | 11 maja 1969        | Guildford             | Ceglana         | Margaret Court         | Maryna Godwin Elizabeth James       | walkower            |
| Zwyciężczyni  | 13. | 1 czerwca 1969      | Surbiton              | Trawiasta       | Winnie Shaw            | Joyce Barclay Betty Stöve           | 6:4, 7:5            |
| Zwyciężczyni  | 14. | 15 czerwca 1969     | Bristol               | Trawiasta       | Margaret Court         | Rosie Casals Billie Jean King       | 6:4, 6:2            |
| Zwyciężczyni  | 15. | 5 lipca 1969        | Wimbledon             | Trawiasta       | Margaret Court         | Patti Hogan Peggy Michel            | 9:7, 6:2            |
| Zwyciężczyni  | 16. | 3 sierpnia 1969     | Eastbourne            | Trawiasta       | Margaret Court         | Christine Janes Nell Truman         | 6:3, 3:6, 6:3       |
| Zwyciężczyni  | 17. | 10 sierpnia 1969    | Hamburg               | Ceglana         | Helga Niessen Masthoff | Edda Buding Helga Schultze-Hösl     | 6:1, 6:4            |
| Zwyciężczyni  | 18. | 18 sierpnia 1969    | Kitzbühel             | Ceglana         | Pat Walkden            | Marianna Brummer Anita Van Deventer | 6:0, 6:3            |
| Zwyciężczyni  | 19. | 12 stycznia 1970    | Hobart                | Trawiasta       | Margaret Court         | Karen Krantzcke Kerry Melville      | 5:7, 8:6, 6:2       |
| Zwyciężczyni  | 20. | 18 stycznia 1970    | Melbourne             | Trawiasta       | Margaret Court         | Karen Krantzcke Kerry Melville      | 6:3, 6:4            |
| Zwyciężczyni  | 21. | 27 stycznia 1970    | Australian Open       | Trawiasta       | Margaret Court         | Karen Krantzcke Kerry Melville      | 6:1, 6:3            |
| Finalistka    | 7.  | 12 kwietnia 1970    | Durban                | Twarda          | Margaret Court         | Rosie Casals Billie Jean King       | 5:7, 3:6            |
| Zwyciężczyni  | 22. | 2 maja 1970         | Bournemouth           | Ceglana         | Margaret Court         | Rosie Casals Billie Jean King       | 6:2, 6:8, 7:5       |
| Zwyciężczyni  | 23. | 9 maja 1970         | Guildford             | Ceglana         | Margaret Court         | Karen Krantzcke Pat Walkden         | 6:0, 7:9, 6:4       |
| Zwyciężczyni  | 24. | 18 maja 1970        | Berlin                | Ceglana         | Virginia Wade          | Karen Krantzcke Helga Schultze-Hösl | 4:6, 7:5, 6:0       |
| Zwyciężczyni  | 25. | 13 czerwca 1970     | Bristol               | Trawiasta       | Margaret Court         | Karen Krantzcke Kerry Melville      | 6:2, 6:3            |
| Zwyciężczyni  | 26. | 11 lipca 1970       | Newport               | Trawiasta       | Rosie Casals           | Ann Haydon-Jones Patti Hogan        | 6:3, 6:2            |
| Finalistka    | 8.  | 18 lipca 1970       | Hoylake               | Trawiasta       | Julie Heldman          | Karen Krantzcke Kerry Melville      | 2:6, 10:12          |
| Zwyciężczyni  | 27. | 12 września 1970    | US Open               | Trawiasta       | Margaret Court         | Rosie Casals Virginia Wade          | 6:3, 6:4            |
| Finalistka    | 9.  | 4 października 1970 | Berkeley              | Twarda          | Patti Hogan            | Lesley Hunt Kristy Pigeon           | 2:6, 3:6            |
| Finalistka    | 10. | 21 marca 1971       | Detroit               | Dywanowa (hala) | Peaches Bartkowicz     | Mary-Ann Eisel Valerie Ziegenfuss   | 6:2, 2:6, 3:6       |
| Finalistka    | 11. | 11 kwietnia 1971    | St. Petersburg        | Ceglana         | Julie Heldman          | Françoise Durr Ann Haydon-Jones     | 6:7, 6:3, 3:6       |
| Finalistka    | 12. | 25 kwietnia 1971    | San Diego             | Twarda          | Françoise Durr         | Rosie Casals Billie Jean King       | 7:6, 2:6, 3:6       |
| Zwyciężczyni  | 28. | 24 lipca 1971       | Leicester             | Trawiasta       | Evonne Goolagong       | Barbara Hawcroft Patti Hogan        | 8:6, 6:4            |
| Zwyciężczyni  | 29. | 2 sierpnia 1971     | Wenecja               | Ceglana         | Billie Jean King       | Gail Chanfreau Françoise Durr       | 3:6, 6:4, 6:4       |
| Finalistka    | 13. | 8 sierpnia 1971     | Houston               | Dywanowa (hala) | Françoise Durr         | Rosie Casals Billie Jean King       | 3:6, 6:1, 2:6       |
| Zwyciężczyni  | 30. | 15 sierpnia 1971    | Indianapolis          | Ceglana         | Billie Jean King       | Julie Heldman Linda Tuero           | 6:1, 6:2            |
| Zwyciężczyni  | 31. | 22 sierpnia 1971    | Chicago               | Dywanowa (hala) | Françoise Durr         | Rosie Casals Billie Jean King       | 4:6, 6:7            |
| Zwyciężczyni  | 32. | 29 sierpnia 1971    | Newport               | Trawiasta       | Françoise Durr         | Kerry Harris Kerry Melville         | 6:2, 6:1            |
| Zwyciężczyni  | 33. | 11 września 1971    | US Open               | Trawiasta       | Rosie Casals           | Gail Chanfreau Françoise Durr       | 6:3, 6:3            |
| Zwyciężczyni  | 34. | 19 września 1971    | Louisville            | Ceglana         | Françoise Durr         | Kerry Melville Betty Stöve          | 2:6, 6:4, 6:3       |
| Finalistka    | 14. | 26 września 1971    | Los Angeles           | Twarda          | Françoise Durr         | Rosie Casals Billie Jean King       | 3:6, 2:6            |
| Finalistka    | 15. | 3 października 1971 | Phoenix               | Twarda          | Françoise Durr         | Rosie Casals Billie Jean King       | 3:6, 2:6            |
| Finalistka    | 16. | 5 grudnia 1971      | Christchurch          | Trawiasta       | Françoise Durr         | Rosie Casals Billie Jean King       | 3:6, 8:9(6)         |
| Finalistka    | 17. | 16 stycznia 1972    | San Francisco         | Twarda          | Françoise Durr         | Rosie Casals Virginia Wade          | 3:6, 7:5, 2:6       |
| Finalistka    | 18. | 30 stycznia 1972    | Boston                | Dywanowa (hala) | Françoise Durr         | Rosie Casals Virginia Wade          | 6:2, 3:6, 6:7(4)    |
| Zwyciężczyni  | 35. | 6 lutego 1972       | Fort Lauderdale       | Ceglana         | Françoise Durr         | Nancy Gunter Virginia Wade          | 6:3, 6:2            |
| Finalistka    | 19. | 20 lutego 1972      | Oklahoma City         | Dywanowa (hala) | Françoise Durr         | Rosie Casals Billie Jean King       | 7:6(4), 6:7(2), 2:6 |
| Finalistka    | 20. | 27 lutego 1972      | Waszyngton            | Dywanowa (hala) | Françoise Durr         | Billie Jean King Betty Stöve        | 1:6, 7:6, 5:7       |
| Zwyciężczyni  | 36. | 6 marca 1972        | Birmingham (Michigan) | Dywanowa (hala) | Françoise Durr         | Rosie Casals Kerry Melville         | 6:1, 6:1            |
| Finalistka    | 21. | 13 marca 1972       | Dallas                | Dywanowa (hala) | Françoise Durr         | Rosie Casals Billie Jean King       | 3:6, 6:4, 5:7       |
| Finalistka    | 22. | 26 marca 1972       | Richmond              | Ceglana (hala)  | Karen Krantzcke        | Rosie Casals Billie Jean King       | 5:7, 6:7            |
| Finalistka    | 23. | 2 kwietnia 1972     | San Juan              | Twarda          | Karen Krantzcke        | Rosie Casals Billie Jean King       | 2:6, 3:6            |
| Zwyciężczyni  | 37. | 9 kwietnia 1972     | Jacksonville          | Ceglana         | Karen Krantzcke        | Vicky Berner Billie Jean King       | 7:5, 6:1            |
| Finalistka    | 24. | 16 kwietnia 1972    | St. Petersburg        | Ceglana         | Françoise Durr         | Karen Krantzcke Wendy Overton       | 5:7, 4:6            |
| Finalistka    | 25. | 23 kwietnia 1972    | Tucson                | Twarda          | Françoise Durr         | Kerry Harris Karen Krantzcke        | 3:6, 7:6, 3:6       |
| Finalistka    | 26. | 7 maja 1972         | Indianapolis          | Dywanowa (hala) | Françoise Durr         | Rosie Casals Karen Krantzcke        | 3:6, 2:6            |
| Finalistka    | 27. | 25 czerwca 1972     | Eastbourne            | Trawiasta       | Françoise Durr         | Lesley Hunt Betty Stöve             | 4:6, 8:6, 3:6       |
| Finalistka    | 28. | 8 lipca 1972        | Wimbledon             | Trawiasta       | Françoise Durr         | Billie Jean King Betty Stöve        | 2:6, 6:4, 3:6       |
| Zwyciężczyni  | 38. | 16 lipca 1972       | Newport               | Trawiasta       | Betty Stöve            | Kerry Harris Kerry Melville         | 7:5, 6:4            |
| Finalistka    | 29. | 31 maja 1975        | Surbiton              | Trawiasta       | Lindsay Blachford      | Patti Hogan Greer Stevens           | 9:7, 1:6, 7:9       |
| Zwyciężczyni  | 39. | 8 czerwca 1975      | Chichester            | Trawiasta       | Karen Krantzcke        | Patti Hogan Greer Stevens           | 4:6, 6:1, 6:4       |
| Finalistka    | 30. | 14 czerwca 1975     | Beckenham             | Trawiasta       | Karen Krantzcke        | Linky Boshoff Patti Hogan           | 6:3, 7:9, 5:7       |

### Gra mieszana 16 (6–10)

#### Przed Erą Open 10 (4–6)
| Końcowy wynik | Nr | Data                | Turniej                  | Nawierzchnia | Partner         | Przeciwnicy                       | Wynik finału   |
| ------------- | -- | ------------------- | ------------------------ | ------------ | --------------- | --------------------------------- | -------------- |
| Finalistka    | 1. | 8 września 1963     | U.S. National            | Trawiasta    | Ed Rubinoff     | Margaret Smith Ken Fletcher       | 6:3, 6:8, 2:6  |
| Finalistka    | 2. | 13 września 1964    | U.S. National            | Trawiasta    | Ed Rubinoff     | Margaret Smith John Newcombe      | 8:10, 6:4, 3:6 |
| Finalistka    | 3. | 18 kwietnia 1965    | Monte Carlo              | Ceglana      | Allan Stone     | Helga Schultze Jiří Javorský      | walkower       |
| Finalistka    | 4. | 2 lipca 1965        | Wimbledon                | Trawiasta    | Tony Roche      | Margaret Smith Ken Fletcher       | 10:12, 3:6     |
| Finalistka    | 5. | 12 września 1965    | U.S. National            | Trawiasta    | Frank Froehling | Margaret Smith Fred Stolle        | 4:6, 4:6       |
| Zwyciężczyni  | 1. | 3 października 1965 | Berkeley                 | Twarda       | Jim McManus     | Lynn Abbes Donald Dell            | 6:2, 6:1       |
| Zwyciężczyni  | 2. | 9 stycznia 1966     | Perth                    | Trawiasta    | Tony Roche      | Lesley Hunt Tom Okker             | 9:7, 6:3       |
| Zwyciężczyni  | 3. | 31 stycznia 1966    | Australian Championships | Trawiasta    | Tony Roche      | Robyn Ebbern William Bowrey       | 6:1, 6:3       |
| Zwyciężczyni  | 4. | 14 grudnia 1966     | Adelaide                 | Trawiasta    | Tony Roche      | Françoise Durr Claude de Gronckel | 6:4, 7:5       |
| Finalistka    | 6. | 30 stycznia 1967    | Australian Championships | Trawiasta    | Tony Roche      | Lesley Turner Owen Davidson       | 7:9, 4:6       |

#### W Erze Open 6 (2–4)
| Końcowy wynik | Nr | Data             | Turniej   | Nawierzchnia | Partner       | Przeciwnicy                  | Wynik finału   |
| ------------- | -- | ---------------- | --------- | ------------ | ------------- | ---------------------------- | -------------- |
| Finalistka    | 1. | 29 września 1968 | Berkeley  | Twarda       | Jim McManus   | Margaret Court Stan Smith    | 10:8, 2:6, 2:6 |
| Finalistka    | 2. | 5 lipca 1969     | Wimbledon | Trawiasta    | Tony Roche    | Ann Haydon-Jones Fred Stolle | 2:6, 3:6       |
| Zwyciężczyni  | 1. | 10 sierpnia 1969 | Hamburg   | Ceglana      | Marty Riessen | Pat Walkden Frew McMillan    | 6:4, 6:1       |
| Zwyciężczyni  | 2. | 9 maja 1970      | Guildford | Ceglana      | Geoff Masters | Pat Walkden Keith Diepraam   | 6:3, 6:3       |
| Finalistka    | 3. | 12 lipca 1970    | Newport   | Trawiasta    | Owen Davidson | Rosie Casals Cliff Drysdale  | 7:5, 3:6, 3:6  |
| Finalistka    | 4. | 13 września 1970 | US Open   | Trawiasta    | Frew McMillan | Margaret Court Marty Riessen | 4:6, 4:6       |